# Sylvain N’Diaye
Sylvain N’Diaye (ur. 25 czerwca 1976 w Paryżu) – senegalski piłkarz grający na pozycji defensywnego pomocnika. Posiada także obywatelstwo francuskie.

## Kariera klubowa
N’Diaye urodził się w Paryżu, w rodzinie senegalskich emigrantów. Karierę piłkarską rozpoczął w amatorskim klubie Rodez AF, w którym zadebiutował w wieku 17 lat w czwartej lidze francuskiej. W 1995 roku został zauważony przez trenerów Girondins Bordeaux i trafił do tej drużyny. W Ligue 1 zadebiutował jednak dopiero w 1997 roku, 25 stycznia w wygranym 4:1 meczu z OGC Nice. Był to jednak jego jedyny mecz w barwach „Żyrondystów”, gdyż w sezonie 1997/1998 został wypożyczony do drugoligowego FC Martigues, a latem 1998 odszedł z zespołu.
Latem 1998 N’Diaye przeszedł do belgijskiego KAA Gent. W jego barwach zaliczył 11 spotkań w rundzie jesiennej, a w styczniu 1999 trafił na wypożyczenie do AS Monaco, z którym zajął 4. miejsce w Ligue 1. Na sezon 1999/2000 Senegalczyk znów został wypożyczony, tym razem do grającego w Ligue 2, Toulouse FC, z którym awansował do francuskiej ekstraklasy.
W 2000 roku Sylvain został zawodnikiem Lille OSC. Występował w pierwszym składzie tego klubu, a na koniec sezonu 2000/2001 zajął z Lille 3. pozycję w Ligue 1. Jesienią wystąpił w fazie grupowej Ligi Mistrzów, a następnie w rozgrywkach Pucharu UEFA. W 2002 roku był z Lille piąty w lidze, a w 2003 – czternasty. Jego forma spowodowała zainteresowanie ze strony Olympique Marsylia i latem N’Diaye na zasadzie wolnego transferu przeszedł do tego klubu. 2 sierpnia zadebiutował w lidze w wygranym 1:0 wyjazdowym meczu z En Avant Guingamp. Z Olympique dotarł w 2004 roku do finału Pucharu UEFA (zagrał 84. minuty w przegranym 0:2 spotkaniu z Valencią), a w 2005 zajął z nią 5. miejsce w Ligue 1.
Latem 2005 N’Diaye wyjechał do Hiszpanii i podpisał kontrakt z Levante UD z Walencji. Przez sezon występował na boiskach Segunda División, a w 2006 roku wywalczył awans do pierwszej ligi. W niej po raz pierwszy wystąpił 29 sierpnia w potyczce z Sevillą (0:4). Nie był jednak podstawowym zawodnikiem Levante, a na sezon 2007/2008 wypożyczono go do drugoligowego CD Tenerife. Latem 2008 powrócił do Francji i został piłkarzem drugoligowego Stade de Reims. W sezonie 2010/2011 grał w AS Cannes.
| Sezon   | Klub               | Kraj      | Rozgrywki            | Mecze | Bramki |
| ------- | ------------------ | --------- | -------------------- | ----- | ------ |
| 1993/94 | Rodez AF           | Francja   | CFA                  | 11    | 0      |
| 1994/95 | Rodez AF           | Francja   | CFA                  | 29    | 2      |
| 1995/96 | Girondins Bordeaux | Francja   | Ligue 1              | 0     | 0      |
| 1996/97 | Girondins Bordeaux | Francja   | Ligue 1              | 1     | 0      |
| 1997/98 | FC Martigues       | Francja   | Ligue 2              | 34    | 1      |
| 1998/99 | KAA Gent           | Belgia    | Eerste Klasse        | 11    | 0      |
| 1998/99 | AS Monaco          | Francja   | Ligue 1              | 11    | 2      |
| 1999/00 | Toulouse FC        | Francja   | Ligue 2              | 37    | 2      |
| 2000/01 | Lille OSC          | Francja   | Ligue 1              | 28    | 2      |
| 2001/02 | Lille OSC          | Francja   | Ligue 1              | 25    | 1      |
| 2002/03 | Lille OSC          | Francja   | Ligue 1              | 35    | 0      |
| 2003/04 | Olympique Marsylia | Francja   | Ligue 1              | 20    | 0      |
| 2004/05 | Olympique Marsylia | Francja   | Ligue 1              | 22    | 1      |
| 2005/06 | Levante UD         | Hiszpania | Segunda División     | 26    | 2      |
| 2006/07 | Levante UD         | Hiszpania | Primera División     | 17    | 0      |
| 2007/08 | CD Tenerife        | Hiszpania | Segunda División     | 29    | 1      |
| 2008/09 | Stade de Reims     | Francja   | Ligue 2              | 21    | 0      |
| 2009/10 | Stade de Reims     | Francja   | Championnat National | 13    | 0      |
| 2010/11 | AS Cannes          | Francja   | Championnat National | 28    | 0      |

## Kariera reprezentacyjna
W reprezentacji Senegalu N’Diaye zadebiutował w 2001 roku. W 2002 roku został powołany przez selekcjonera Bruno Metsu na Puchar Narodów Afryki 2002 (3 mecze) i Mistrzostwa Świata 2002. Na Mundialu był rezerwowym i nie zagrał w żadnym spotkaniu. Z kolei w 2004 roku wystąpił w jednym meczu kadry narodowej w Pucharze Narodów Afryki 2004.